# سلطان بن محمد النعيمي
سلطان بن محمد النعيمي كاتب وأكاديمي إماراتي متخصص في الشأن الإيراني، ومدير عام مركز الإمارات للدراسات والبحوث الاستراتيجية. كتب في عدد من الصحف أبرزها: الشرق الأوسط، والاتحاد الإماراتية. ومن مؤلفاته: (الفكر السياسي الإيراني: جذوره، روافده وأثره)، وكتاب (سبع دقائق على انفراد).

## التعليم
- حاصل على الدكتوراه في الفكر السياسي الإيراني من جامعة عين شمس عام 2007.
- حاصل على درجة الماجستير من جامعة عين شمس عام 2003.
- حاصل على الليسانس في اللغة الفارسية وآدابها من جامعة عين شمس.[4]

## إصدارات
| الكتاب                                                       | التاريخ | ملاحظات |
| ------------------------------------------------------------ | ------- | ------- |
| الانتخابات الرئاسية الإيرانية: المؤثرات والنتائج 2013 نموذجاً | 2014    |         |
| التيارات والقوى السياسية في إيران: قراءات متباينة            | 2015    | [ 5 ]   |
| 7 دقائق على انفراد من المسكن إلى العلاج (مجموعة قصصية)       | 2016    |         |
| اليوم لما مضى قبل القضا (رواية)                              | 2016    |         |
| الفكر السياسي الإيراني: جذوره، روافده وأثره                  | 2017    |         |
| زايد : هوية شعب .. ووطن                                      | 2019    | [ 6 ]   |